# Caso Strickland v. Washington
Strickland v. Washington (1984), foi um caso histórico da Suprema Corte dos Estados Unidos que estabeleceu o padrão para determinar quando o direito da Sexta Emenda de um réu criminal a advogado é violado pelo desempenho inadequado desse advogado.